# Nozio
Nozio (in greco antico: Νότιον?, Nòtion, "più a sud") era una città-stato antica greca dell'Anatolia occidentale, approssimativamente a 50 km a sud dell'odierna Smirne in Turchia, nel Golfo di Kuşadası. Nozio era posizionata su una collina dalla quale era visibile il mare; era situata vicino al santuario di Claros, sede dell'oracolo di Apollo, ed era servita dal porto della vicina città di Colofone. Della città sono rimaste le rovine delle mura difensive, della necropoli, del tempio, dell'agorà e del teatro. Le rovine sono situate ad est della moderna città di Ahmetbeyli nel distretto di Menderes, nella provincia di Smirne, nell'odierna Turchia.

## Storia
La menzione più antica di Nozio è nelle Storie di Erodoto, che la cita tra le città dell'Eolide (è infatti quella situata più a sud). La sua vicinanza alla città ionica di Colofone fu causa di un'aspra rivalità, che può spiegare il mito della contesa tra due famosi profeti dell'oracolo di Apollo di Claros: Mopso, che aveva partecipato alla spedizione degli Argonauti ed era sostenuto dalla città di Nozio, e Calcante, che aveva invece partecipato alla guerra di Troia ed era appoggiato dagli abitanti di Colofone. Secondo il mito, i due indovini si sfidarono in una gara di divinazione che fu vinta da Mopso, mentre Calcante, per la sconfitta, morì di vergogna.
Nel settimo secolo a.C. Nozio, che pure era sotto l'influenza e la protezione del più grande insediamento di Colofone, aveva il controllo dell'oracolo di Claro. La Persia conquistò Colofone e Nozio alla metà del sesto secolo a.C. ma le città furono successivamente liberate dopo la guerre persiane ed entrarono nella lega delio-attica (la prima contribuiva con tre talenti all'anno, mentre la seconda con un terzo di talento, a dimostrazione della diversità delle loro dimensioni).
Nei primi anni della guerra del Peloponneso, Nozio si divise in fazioni, una delle quali fece arrivare dei mercenari che erano sotto il comando persiano, ma gli Ateniesi presero il completo controllo della città, instaurandovi al comando dei politici della fazione a loro vicina ed inviandovi dei coloni.
Nel 406 a.C. il mare antistante a Nozio fu il teatro dell'omonima battaglia fra gli Ateniesi, guidati da Antioco (il timoniere di Alcibiade) e gli Spartani, comandati da Lisandro. Quest'ultimo, da poco nominato navarca, vinse la battaglia iniziando in questo modo la sua ascesa al potere.
Alla fine del quarto secolo, Nozio si unì in alleanza con Colofone e in età romana l'uso del nome della città andò completamente in disuso.